# Orbiculoidea
Orbiculoidea is een geslacht van uitgestorven brachiopoden, dat voorkwam van het Ordovicium tot het Perm. Dit geslacht telde zeer veel soorten.

## Beschrijving
Deze twee centimeter lange brachiopode kenmerkt zich door het donkere en glanzende oppervlak van de kegelvormige armklep. Deze heeft een rond oppervlak met fijne ringen. De bovenkant van deze klep ligt niet altijd centraal.   

## Soorten
- O. anhuiensis † Jin & Hu 1978
- O. capuliformis † McChesney 1859
- O. clintonensis † Waterhouse 1986
- O. elegans † Liao 1980
- O. excentrica † Ifanova 1972
- O. jangarensis † Ustritsky 1960
- O. kolymaensis † Licharew 1959
- O. linguiliformis † Kalashnikov 1981
- O. magna † Feng 1978
- O. minor † Liao 1978
- O. minuta † Liao 1980
- O. missouriensis † Shumard & Swallow 1858
- O. nucleola † Liao 1980
- O. ovalis † Cloud 1944
- O. platymitraformis † Liang 1990
- O. prietana † Chronic 1949
- O. qieermaensis † Xu & Liu 1983
- O. qinglongensis † Liao 1980
- O. rotularia † Waterhouse 1986
- O. sibirica † Moisseiev 1947
- O. soyanensis † Kalashnikov 1993
- O. spitsbergensis † Lundgren 1887
- O. taskrestensis † Dagys 1985
- O. tobaensis † Jin & Sun 1981
- O. utahensis † Meek 1877
- O. warthi † Waagen 1891
- O. wyomingensis † Branson & Greger 1918
- O. yangkangensis † Xu & Liu 1983